# Pignataro Maggiore
Pignataro Maggiore là một đô thị ở tỉnh Caserta trong vùng Campania của Ý, có vị trí cách khoảng 40 km về phía bắc của Napoli và khoảng 20 km về phía tây bắc của Caserta. Tại thời điểm ngày 31 tháng 12 năm 2004, đô thị này có dân số 6.572 người và diện tích là 31,7 km².
Pignataro Maggiore giáp các đô thị: Calvi Risorta, Francolise, Giano Vetusto, Grazzanise, Pastorano, Sparanise, Vitulazio.